# جون لويس برينر
جون لويس برينر (بالإنجليزية: John Lewis Brenner)‏ هو سياسي أمريكي، ولد في 2 فبراير 1832 في مقاطعة منتغامري في الولايات المتحدة، وتوفي في 1 نوفمبر 1906 في دايتون في الولايات المتحدة. حزبياً، نشط في الحزب الديمقراطي. وقد انتخب عضو مجلس النواب الأمريكي.